# Congo Jazz
Pour plus de détails, voir Fiche technique et Distribution.
Congo Jazz est un dessin animé américain réalisé par Rudolf Ising et Hugh Harman, produit par la Warner Bros. Pictures, dans la série des Bosko (Looney Tunes), sorti en 1930.
Il a été réalisé par Hugh Harman et produit par Hugh Harman et Rudolf Ising. De plus, Leon Schlesinger est crédité comme producteur associé.

## Synopsis
Bosko part dans la jungle pour chasser les animaux. Il est d'abord à la poursuite d'un tigre dont il se débarrasse avec malice puis rencontre un bébé chimpanzé mais ce dernier ne veut pas jouer et lui crache dessus. Bosko lui frappe sur les fesses et son père, un gorille, apparaît. Dès lors, Bosko parvient à détourner l'attention du père en lui offrant un chewing-gum. Ils deviennent alors amis et Bosko continue son périple en faisant de la musique avec les autres animaux de la jungle. Un véritable concert de musique finit l'aventure.

## Fiche technique
- Titre original : Congo Jazz
- Réalisation : Rudolf Ising et Hugh Harman
- Producteurs : Hugh Harman, Rudolf Ising et Leon Schlesinger
- Musique : Frank Marsales
- Production : Leon Schlesinger Studios
- Distribution : Warner Bros. Pictures
- Durée : 6 minutes
- Format : noir et blanc - mono
- Langue : anglais
- Pays : États-Unis
- Date de sortie : États-Unis : 1er septembre 1930
- Genre : Dessin animé
- Licence : Domaine public[1]

## Distribution
Aucune personne n'est au générique.
- Bernard B. Brown : Bosko
- Carman Maxwell : cris de Bosko

## Musiques
Aucune musique ou chanson ne figure sur le générique.
- Here We Go Round the Mulberry Bush

Joué quand Bosko et le tigre dansent.
- The Battle Hymn of the Republic, composée par William Steffe.

Joué quand les petits singes s'amusent à saute-mouton.
- I'm Crazy for Cannibal Love, composée par Edward Ward.

Joué quand Bosko offre un morceau de chewing-gum au gorille.
- When the Little Red Roses Get the Blues for You, composée par Joseph A. Burke.

Joué quand Bosko et le gorille mâche leur gomme et quand les animaux dansent.
- Giving It This and That, écrit par George W. Meyer, Archie Gottler et Sidney D. Mitchell.

Joué à la fin, quand Bosko se fait chef d'orchestre avec les animaux.